# El Canós
El Canós  es una localidad española del municipio de Els Plans de Sió, perteneciente a la provincia de Lérida, en la comunidad autónoma de Cataluña.

## Historia
Hacia mediados del siglo XIX, el lugar, por entonces con ayuntamiento propio, tenía contabilizada una población de 46 habitantes. La localidad aparece descrita en el quinto volumen del Diccionario geográfico-estadístico-histórico de España y sus posesiones de Ultramar de Pascual Madoz de la siguiente manera:

CANOS: l. con ayunt en la prov. de Lérida (9 leg.), part. jud. de Cervera (1), aud. terr. y c. g. de Cataluña (Barcelona 15 1/2), dióc. de Urgel (17 1/2): se halla sit. en un llano al estremo occidental de la llanura de Urgel: bien ventilado, principalmente por los aires del S. y O., y con clima templado. Tiene 9 casas é igl. parr. (Santiago), servida por un cura de provision ordinaria en concurso general; el cementerio se halla á la salida del pueblo y es bastante capaz y ventilado. Confina el térm. N. con Arañó; E. Cervera; S. Tordera, y O. Figuerosa. El terreno es de buena calidad, no se encuentra en él otro arbolado que olivos. El camino principal dirige á Cervera, de cuyo punto recibe la correspondencia por las personas que van al mercado de esta c. prod.: trigo llamado vulgarmente xeixa, centeno, vino y aceite, la principal cosecha es la del vino; hay el ganado vacuno preciso para la labranza, y caza únicamente de perdices. ind.: un molino aceitero. pobl.: 8 vec., 46 alm. cap. imp.: 22,363 rs. contr.: el 14'28 por 100 de esta riqueza.
(Madoz, 1846, pp. 467-468)

En la actualidad forma parte del municipio de Els Plans de Sió. En 2022, tenía empadronados 30 habitantes.

## Patrimonio
En la localidad hay una iglesia bajo la advocación de Santiago.